# カナクギノキ
カナクギノキ（学名: Lindera erythrocarpa）はクスノキ科クロモジ属の落葉高木の1種である（図1）。幹は老木になると樹皮が不規則に剥がれて鹿子模様になる。葉は互生し、細長く、秋に黄葉する。雌雄異株（雄花と雌花が別の木につく）であり、黄緑色の小さな花が集まって春に葉の展開と同時期に咲く。果実は液果、秋に赤色に熟す。本州（箱根以西）から九州、および朝鮮半島、中国に自生する。

## 名称
和名「カナクギノキ」の由来については諸説ある。一般的には、樹皮が鹿子模様になることを示す「かのこ木」が訛って「カナクギ」になったとし、「金釘」とは関係がないとされる。一方で、箪笥を作る際の釘としてこの木を用いたためとする説、赤く緻密な樹皮を金釘に例えたとする説もある。

## 特徴
落葉広葉樹の高木、樹高は6–15メートル (m)、幹の直径約40センチメートル (cm) になる。樹皮は淡褐色、古くなると皮目が目立ち、老木では不規則に剥がれる。一年枝は黄褐色から灰褐色、長軟毛が多いが後に無毛になり、二年枝は淡褐色、皮目がある。
頂芽がある。冬芽のうち、葉芽は紡錘形で長さ約 1.5 cm、紅褐色から紫紅色の芽鱗に包まれ、花芽は球形、葉芽の基部左右から生じる柄の先端に上向きにつく。葉痕は小さく円形から楕円形、維管束痕は弓状で1個。
葉は互生、枝先に集まってつく。葉柄は長さ 0.5–2 cm、赤みを帯びる。葉身は倒披針形、6–15 × 1.5–2.5 cm、洋紙質、基部は葉柄に向かってしだいに細くなり、先端は細長く伸び鈍端、全縁、葉脈は羽状で側脈は4–5対、表面は緑色で無毛、裏面は粉白色を帯び、若い葉では脈上と脈腋に淡褐色の長毛がある。秋に黄葉する。
雌雄異株、花期は4–5月、葉の展開と同時期に黄緑色の小さな花が集まった散形花序が葉腋に2個つき、総苞片は4枚、有毛、花序柄は長さ5–10ミリメートル (mm)、花柄は長さ 8–10 mm、長毛がある。雄花・雌花とも花被片はふつう6個、黄緑色、楕円形、長さは雄花で約 3 mm、雌花で約 2.5 mm。雄花は9–20花が集まり、雄しべが9個、3個ずつ3輪、葯は2室で内向、最内輪の花糸には1対の腺体がつき、中央に長さ 1 mm ほどの不稔雌しべが1個ある。雌花は8–13花が集まり、仮雄しべが6または9個、3個ずつ2–3輪、最内輪の仮雄しべには1対の腺体がつき、中央に雌しべが1個、子房は球形、花柱は約 1.5 mm の部分で曲がって約 0.5 mm ほどが斜めになり、柱頭は2裂。
果実は液果、球形、直径 5–8 mm、9–10月に赤色に熟する。果柄は淡褐色、長さ 12–18 mm、先は次第に太くなる。種子は球形、淡褐色で茶褐色のまだら模様がある。隔年結実性が強く、また自然結実率は低い。
類似種のクロモジは高木にはならず、若枝に皮目がなく緑色である点、熟した果実が黒色である点で異なる。

## 分布・生態
日本の本州（神奈川県箱根以西）、四国、九州、および朝鮮半島、中国、台湾に分布する。温帯下部から暖帯に自生し、日本では海岸付近から標高 1,500 m 以上まで見られる。陽樹であり、先駆樹の性質をもつ。

## 保全状況評価
日本では、神奈川県で絶滅危惧IB類、山梨県で絶滅危惧II類、鹿児島県では分布特性上重要な種の指定を受けている。

## 人間との関わり
材は細工物や楊枝に使われることがある。